# Parti indépendant de la communauté de la presqu'île du Cap-Vert
Le Parti indépendant de la communauté de la presqu'île du Cap-Vert était un parti politique sénégalais, actif dans la presqu'île du Cap-Vert aux environs de 1960.